# Estêvão Willian
Estêvão Willian Almeida de Oliveira Gonçalves (Franca, 24 aprile 2007) è un calciatore brasiliano, attaccante del Chelsea e della nazionale brasiliana.

## Biografia
Suo padre Ivo è un pastore in una chiesa battista. Nel 2018, all'età di 10 anni, firma un accordo di sponsorizzazione per Nike, diventando il giocatore brasiliano più giovane a collaborare con l'azienda statunitense. In precedenza, tale primato apparteneva a Rodrygo Goes.

## Caratteristiche tecniche
Estêvāo è un giocatore tecnico, veloce e molto agile, sa muoversi bene negli spazi e ciò favorisce le sue capacità di tiro oltre a renderlo forte in chiave assist, calcia con precisione e potenza, e ha ottime qualità nel controllo della palla e nell'accelerazione. Mancino naturale, nasce come ala destra ma può svariare su tutto il fronte offensivo. Il suo giocatore di riferimento è l'argentino Lionel Messi.

## Carriera

### Club

#### Palmeiras

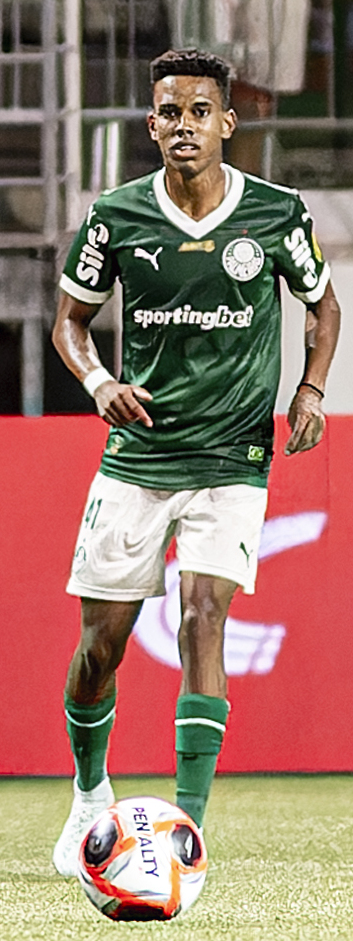
Estêvāo nel 2025.

Estêvāo inizia la sua carriera calcistica con il Cruzeiro nel 2017. Il 6 maggio 2021 viene acquistato dal Palmeiras, con cui vince i primi trofei giovanili e individuali.
Nell'ottobre 2023 sale alla ribalta grazie alla tripletta segnata contro il San Paolo Under-17, che consente al Palmeiras di vincere il campionato di categoria per il terzo anno consecutivo. Il 7 dicembre seguente, fa il suo esordio da professionista al 78º minuto della partita pareggiata 1-1 contro il Cruzeiro, risultato che sancisce la vittoria della Série A per i Verdão. A 16 anni e 8 mesi, diventa il quarto giocatore più giovane di sempre a debuttare per il club.
Segna il suo primo gol in carriera il 12 aprile 2024, al 66º minuto della vittoria casalinga per 3-1 contro il Liverpool (M), in Coppa Libertadores. Il 5 maggio seguente, invece, realizza la sua prima rete in campionato ai danni del Cuiabá. Il 24 agosto, sempre contro il Cuiabá, realizza la sua prima doppietta in carriera. Conclude la sua prima stagione da professionista con uno score di 15 reti e 10 assist in 45 presenze totali.
Nell'edizione 2025 Coppa Libertadores sigla un gol battendo per 3-2 lo Sporting Cristal,con lo stesso risultato si conclude il match vinto contro il Bolívar dove Willian è autore di un'altra rete.Il suo ultimo gol per la squadra lo segna al Mondiale per Club nella sconfitta per 2-1 contro il Chelsea.

#### Chelsea
In seguito al manifestato interesse dei top club europei viene acquistato dal Chelsea, con cui firma un contratto pluriennale valido dal 1º luglio 2025. El Chelsea, che pagò 61,5 milioni di euro per i diritti di Estêvão, con 45 milioni di euro fissi e 16,5 milioni di euro in obiettivi da raggiungere dall'atleta. Dopo 14 mesi di accordo tra Palmeiras e Chelsea, l'attaccante Estêvão fu finalmente svelato dai Blues il 5 agosto 2025.  Optò per mantenere il numero 41, nonostante fosse stato utilizzato durante il suo periodo al Verdão. Estêvão fece il suo debutto per il Chelsea l'8 agosto 2025, in un'amichevole tenutasi a Stamford Bridge, dove aprì le marcature nella partita contro il Bayer Leverkusen. Già il 17 agosto 2025, allo Stamford Bridge, Estêvão, allora appena diciottenne, fece il suo debutto ufficiale per il Chelsea in un pareggio a reti inviolate contro il Crystal Palace nella partita di apertura della Premier League. Un pareggio a reti inviolate.

### Nazionale

#### Nazionali giovanili
Nel 2023 viene convocato dalla nazionale Under-17 brasiliana, al mondiale giovanile con la quale esordisce l'11 novembre dello stesso anno nella sconfitta per 2-3 contro i pari età dell'Iran. Tre giorni dopo, è autore di una rete e tre assist nella vittoria per 9-0 contro l'Under-17 della Nuova Caledonia. Si ripete il 20 novembre, segnando una doppietta nella vittoriosa trasferta contro la nazionale Under-17 ecuadoriana che si è conclusa per 3-1.

#### Nazionale maggiore
Il 23 agosto 2024 viene convocato per la prima volta in nazionale maggiore, in occasione delle partite di qualificazione al mondiale di calcio 2026 contro Ecuador e Paraguay. Fa il suo esordio nel successo per 1-0 contro gli ecuadoriani, diventando il quinto calciatore più giovane ad avere esordito con la Seleçao.

## Statistiche

### Presenze e reti nei club
Statistiche aggiornate al 4 luglio 2025.
| Stagione         | Squadra          | Campionato       | Campionato | Campionato | Coppe nazionali | Coppe nazionali | Coppe nazionali | Coppe continentali | Coppe continentali | Coppe continentali | Altre coppe | Altre coppe | Altre coppe | Totale | Totale | Totale |
| Stagione         | Squadra          | Comp             | Pres       | Reti       | Comp            | Pres            | Reti            | Comp               | Pres               | Reti               | Comp        | Pres        | Reti        | Pres   | Reti   |        |
| ---------------- | ---------------- | ---------------- | ---------- | ---------- | --------------- | --------------- | --------------- | ------------------ | ------------------ | ------------------ | ----------- | ----------- | ----------- | ------ | ------ | ------ |
| 2023             | Palmeiras        | A1/SP+A          | 0+1        | 0          | CB              | 0               | 0               | CL                 | 0                  | 0                  | SB          | 0           | 0           | 1      | 0      |        |
| 2024             | Palmeiras        | A1/SP+A          | 5+31       | 0+13       | CB              | 2               | 1               | CL                 | 7                  | 1                  | SB          | 0           | 0           | 45     | 15     |        |
| 2025             | Palmeiras        | A1/SP+A          | 14+11      | 5+0        | CB              | 2               | 2               | CL                 | 5                  | 4                  | Cmc         | 5           | 1           | 37     | 12     |        |
| Totale Palmeiras | Totale Palmeiras | Totale Palmeiras | 19+43      | 5+13       |                 | 4               | 3               |                    | 12                 | 5                  |             | 5           | 1           | 83     | 27     |        |
| 2025-2026        | Chelsea          | PL               | 0          | 0          | FACup+CdL       | 0               | 0               | UCL                | 0                  | 0                  | -           | -           | -           | 0      | 0      |        |
| Totale carriera  | Totale carriera  | Totale carriera  | 62         | 18         |                 | 4               | 3               |                    | 12                 | 5                  |             | 5           | 1           | 83     | 27     |        |

### Cronologia presenze e reti subite in nazionale
| Cronologia completa delle presenze e delle reti in nazionale ― Brasile | Cronologia completa delle presenze e delle reti in nazionale ― Brasile | Cronologia completa delle presenze e delle reti in nazionale ― Brasile | Cronologia completa delle presenze e delle reti in nazionale ― Brasile | Cronologia completa delle presenze e delle reti in nazionale ― Brasile | Cronologia completa delle presenze e delle reti in nazionale ― Brasile | Cronologia completa delle presenze e delle reti in nazionale ― Brasile | Cronologia completa delle presenze e delle reti in nazionale ― Brasile |
| Data                                                                   | Città                                                                  | In casa                                                                | Risultato                                                              | Ospiti                                                                 | Competizione                                                           | Reti                                                                   | Note                                                                   |
| ---------------------------------------------------------------------- | ---------------------------------------------------------------------- | ---------------------------------------------------------------------- | ---------------------------------------------------------------------- | ---------------------------------------------------------------------- | ---------------------------------------------------------------------- | ---------------------------------------------------------------------- | ---------------------------------------------------------------------- |
| 6-9-2024                                                               | Curitiba                                                               | Brasile                                                                | 1 – 0                                                                  | Ecuador                                                                | Qual. Mondiali 2026                                                    | -                                                                      | 62’                                                                    |
| 10-9-2024                                                              | Asunción                                                               | Paraguay                                                               | 1 – 0                                                                  | Brasile                                                                | Qual. Mondiali 2026                                                    | -                                                                      | 86’                                                                    |
| 14-11-2024                                                             | Maturin                                                                | Venezuela                                                              | 1 – 1                                                                  | Brasile                                                                | Qual. Mondiali 2026                                                    | -                                                                      | 90+2’                                                                  |
| 19-11-2024                                                             | Salvador                                                               | Brasile                                                                | 1 – 1                                                                  | Uruguay                                                                | Qual. Mondiali 2026                                                    | -                                                                      | 73’                                                                    |
| 5-6-2025                                                               | Guayaquil                                                              | Ecuador                                                                | 0 – 0                                                                  | Brasile                                                                | Qual. Mondiali 2026                                                    | -                                                                      | 64’                                                                    |
| Totale                                                                 |                                                                        | Presenze                                                               | 5                                                                      |                                                                        | Reti                                                                   | 0                                                                      |                                                                        |

## Palmarès

### Club

#### Competizioni statali
- Campionato paulista: 1

Palmeiras: 2024

#### Competizioni nazionali
- Campionato brasiliano: 1

Palmeiras: 2023